# プルフラス

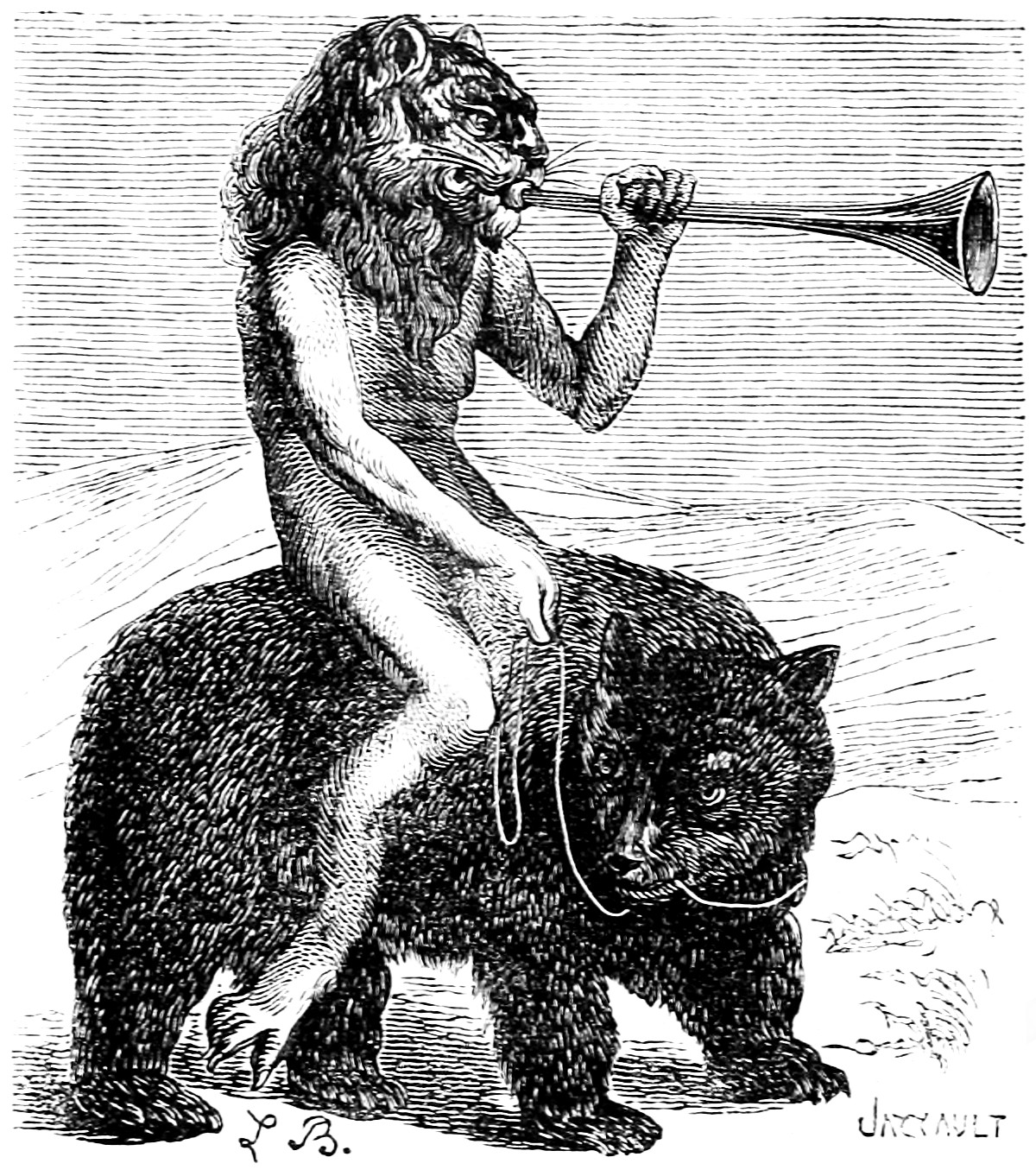
『地獄の辞典』におけるプルフラスの挿絵

プルフラス（Pruflas）は、ヨーロッパの伝承に登場する悪魔の一人。ブファス（Bufas）、ブザス（Busas）とも呼ばれる。

## 解説
16世紀の医師ヨーハン・ヴァイヤーがその著書である『悪魔の偽王国』で紹介するところによると、地獄の大君主にして公爵である。闘争、戦争、不和、欺瞞をもたらす力を持ち、一部は座天使、一部は天使からなる26の軍団を率いる。
同時代の著述家レジナルド・スコットは、著書『妖術の開示』にて『悪魔の偽王国』を英語訳して紹介しているが、プルフラスはリストから欠落している。『悪魔の偽王国』と同名の悪魔が多数登場しているグリモワール『ゴエティア』でもプルフラスは登場していない。
18世紀以降に流布したと考えられているグリモワール『大奥義書』によれば、地獄の大将であるサタナキアという悪魔の配下にあるという。
フクロウの頭部をした姿で現れるが、かつてはバベルの塔に住まい、塔を取り巻く炎の姿を取っていたともいう。19世紀の著述家コラン・ド・プランシーが記した『地獄の辞典』では、本文にてフクロウの頭部を持つとされているにもかかわらず、ライオンの頭を持ちクマに乗ってラッパを掲げる挿絵が付けられている。後代の文献にて、ライオンの頭を持ち熊に乗って現れるとされるプルソンという別の悪魔に対してこの挿絵が用いられていることがある。